# Marberger Sándor
Marberger Sándor, Marberger Sámuel (Bácsfeketehegy, 1871. március 30. – Budapest, 1944. július 7.) magyar orvos, tüdőgyógyász.

## Élete
Marberger József (1837–1920) vegyeskereskedő és Perlesz Emma (1841–1909) fia. Orvosi tanulmányait a budapesti tudományegyetemen végezte. Éveken át a Korányi-klinika alorvosa volt. Az első világháború alatt Besztercebányán a katonai tüdőbeteg-gyógyintézet vezető főorvosaként működött. A világháború után a Hadigondozó Hivatal Németvölgyi úti gümőkór-kórházában dolgozott, majd az Országos Gyermekvédő Liga gümőkóros kórházának főorvosának nevezték ki. Irodalmi munkássága főképpen a tuberkulózis megelőzésének és gyógyításának és a szociális higiéniának tárgykörében mozgott. Munkáiban az egészségkultúra gyakorlati megvalósítását propagálta. 1944 júliusában felesége öngyilkosságát követően ő is önkezével vetett véget életének.

## Magánélete
Házastársa Laufer Lili (1882–1944) volt, Laufer Sándor és Steiner Hermina lánya, akit 1906. február 15-én Budapesten vett nőül.

## Művei
- A tüdőbaj otthoni szanatóriumszerű gyógykezelésének módja (1917)
- A tuberkulózis – A tüdőbaj megelőzése és gyógyítása (1936)